# Point de convention
Point de convention, ou Incroyable et Merveilleuse à Paris, 1797, est un tableau du peintre français Louis-Léopold Boilly peint en 1801 à Paris. Il est conservé dans une collection particulière non localisée.
Cette peinture à l'huile sur toile représente un muscadin et une merveilleuse.

## Description
Un grand muscadin se fait décrotter par un petit Savoyard. Un bel homme bien mis, sans ôter le pied du tabouret où il l’a posé, se tourne et fait un signe à une belle fille qui passe. Du doigt, celle-ci le rejette, et dit : « Point de convention. » Cette belle personne, dans sa simple robe transparente « à la grecque », sans autres ornements que ses bras, n’est, en effet pas une fille publique, comme il l’a cru à tort, mais une demoiselle du peuple ; elle refuse la pièce d’or que lui offre le jeune homme, pour une passe.

## Provenance
Cette œuvre conservée dans une collection particulière non localisée a fait partie de la collection Richard, mise en vente le 18 mai 1872, no 1, de la collection Martinet, mise en vente le 18 mai 1897, no 1, puis de la collection du baron Henri de Rothschild.

## Adaptation
Cette œuvre a été gravée par Trasca.

## Expositions
- 1930, Paris, hôtel de Sagan, no 52.
- 1932, Londres, Royal Academy, no 295.